# Джеймстаун-С’Клаллам
Джеймстаун-С’Клаллам (англ. Jamestown S'Klallam Indian Reservation) — индейская резервация, расположенная на Северо-Западе США в северо-западной части штата Вашингтон. Одна из трёх резерваций народа клаллам в США, другие — Лоуэр-Элва и Порт-Гамбл.

## История
Племя клаллам впервые вступило в контакт с европейцами в 1790 году, а в 1855 году подписало договор с правительством США. Столкнувшись с угрозой принудительного переселения, часть племени приобрела участок в 0,85 км² и основала собственное поселение возле рыбацкой деревни Дангенесс.
В 1970-х годах членам племени отказали в правах на рыбную ловлю и охоту из-за отсутствия федерального признания. 10 февраля 1981 года для племени джеймстаун-с’клаллам была создана резервация. 

## География
Резервация расположена в северо-западной части штата Вашингтон, почти полностью на территории округа Клаллам, за исключением небольшой части в округе Джефферсон, которая включает скалу Тамановас, священное место племени клаллам.
Общая площадь Джеймстаун-С’Клаллам составляет 2,72 км², из них 2,65 км² приходится на сушу и 0,07 км² — на воду. Фактически, резервация является местом расположения администрации племенного правительства, а не жилым районом.

## Демография
В 2019 году в резервации проживало 13 человек. Расовый состав населения: белые — 3 чел., афроамериканцы — 0 чел., коренные американцы (индейцы США) — 10 чел., азиаты — 0 чел., океанийцы — 0 чел., представители других рас — 0 чел., представители двух или более рас — 0 человек. Плотность населения составляла 4,78 чел./км².

## Комментарии
1. ↑  В состав резервации входит часть населённого пункта.